# Cheilanthes tinaei
Cheilanthes tinaei — вид рослин родини птерисових (Pteridaceae). Видова назва, ймовірно, — данина Вінченцо Тінео, італійському ботаніку XIX ст.

## Опис
Кореневище покрите коричневими лусочками. Листя 8–22 (до 25) см, трикутної форми, два-три рази перисте. Черешок блискучий темно-коричневий, коротший листка. Спори 43-61 мкм, знаходяться в нижній частині по краю листя, захищені завитою, мембранозною смугою краю листа. Спороношення з (жовтня–листопада) лютого по травень.

## Поширення
Поширення: Західно-Середземноморський та Макаронезійський регіони. Віддає перевагу теплим і сонячним ущелинах в кварциті й пісковику, також росте на старих стінах.